# .tp
.tp — в Інтернеті, національний домен верхнього рівня (ccTLD) для Східного Тимору.